# Короново
Короно́во (пол. Koronowo, нім. Polnisch Crone, Crone an der Brahe) — місто в північній Польщі, на границі долини річки Брда і Краєнських озер.
Належить до Бидгозького повіту Куявсько-Поморського воєводства.

## Зв'язок з Україною
У міжвоєнний період у місцевій тюрмі (колишній монастир XIV ст.) утримували українських політичних в'язнів, зокрема Олексу Луцького і Василя Макара. Гітлерівці таким же чином використовували тюрму. І при комуністичній Польщі тут утримувались політичні в'язні, в тому числі звинувачені у членстві чи сприянні ОУН, через важкі умови багато в'язнів померло.

## Демографія
Демографічна структура станом на 31 березня 2011 року:
|          | Загалом | Допрацездатний вік | Працездатний вік | Постпрацездатний вік |
| -------- | ------- | ------------------ | ---------------- | -------------------- |
| Чоловіки | 5455    | 1128               | 3877             | 450                  |
| Жінки    | 5877    | 1090               | 3672             | 1115                 |
| Разом    | 11332   | 2218               | 7549             | 1565                 |